# Долотов, Иван Николаевич
Иван Николаевич Долотов (5 сентября 1913 — 13 августа 1964) — передовик советского сельского хозяйства, бригадир колхоза имени Октябрьской революции Больше-Маресьевского района Горьковской области, Герой Социалистического Труда (1950).

## Биография
Родился в 1913 году в деревне Чертас Нижегородского края. Русский. В 1928 окончил Сумароковскую начальную школу. Начал трудовую деятельность в колхозе имени Октябрьской революции Больше-Маресьевского района. В 1938 году возглавил полеводческую бригаду.
В декабре 1941 года был призван в Армию. Принимал участие в оборонительных боях Западного фронта. 28 февраля 1942 года был тяжело ранен. После излечения в госпитале вернулся в родной колхоз, стал работать председателем. Через 6 месяцев снова записался добровольцем на фронт. С ноября 1943 года воевал телефонистом сначала на 2-м Украинском, а затем с декабря 1944 года на 2-м Белорусском фронтах.
После демобилизации в декабре 1945 года вернулся в родные края. Возглавил полеводческую бригаду. В 1948 и 1949 годах его бригада получила рекордный урожай картофеля.
Указом Президиума Верховного Совета СССР от 15 июня 1950 года за получение высокого урожая картофеля (565 центнеров с гектара на площади 7 гектаров) Ивану Николаевичу Долотову было присвоено звание Героя Социалистического Труда с вручением ордена Ленина и медали «Серп и Молот».
В 1956 году по состоянию здоровья был переведён на заведование колхозной фермой, где продолжал работать по-ударному.
Умер в 13 августа 1964 года. Похоронен в деревне Чертас.

## Награды
Награждён за боевые и трудовые успехи:
- золотая звезда «Серп и Молот» (15.06.1950)
- Орден Ленина (15.06.1950)
- Орден Трудового Красного Знамени (12.03.1948)
- Орден Красной Звезды (21.06.1945)
- две медали За Отвагу (09.01.1944, 23.06.1945)
- другие медали.